# Johann Heinrich Haeberlin (Architekt)
Johann Heinrich Haeberlin (* 23. Dezember 1799 in Wieda; † 20. Oktober 1866 in Potsdam) war ein preußischer Hofbaurat.

## Leben

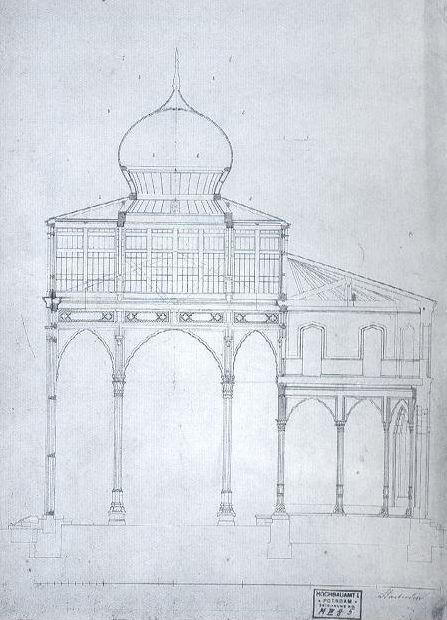
Schnitt durch das Palmenhaus auf der Pfaueninsel. Johann Heinrich Haeberlin nach Ludwig Ferdinand Hesse, um 1845.

Nach dem Besuch des Gymnasiums in Nordhausen begann Johann Heinrich Haeberlin zunächst eine Hüttenbaulehre, wechselte später zur Architektur und legte 1822 die Feldmesserprüfung ab. Im selben Jahr betraute ihn Karl Friedrich Schinkel mit der Bauleitung des 1824 fertiggestellten Jagdschlosses Antonin für den Fürsten Anton Radziwiłł in der damaligen Herrschaft Przygodzice und von 1825 bis 1826 mit dem Bau des Königlichen Hauptzollamtes in Skalmierschütz. Haeberlin trat 1827 dem Architekten-Verein zu Berlin bei und nahm mit Entwürfen an Monatskonkurrenzen teil. Seine Zeichnungen aus den Jahren 1827 und 1830, zu einem Gartensaal und einem Belvedere, werden wie weitere Entwürfe im Architekturmuseum der Technischen Universität Berlin aufbewahrt. 1834 legte er das Examen zum Baumeister ab.
Nach dem Tod des Fürsten Radziwiłł 1833 erhielt Schinkel den Auftrag ein Mausoleum unweit des Jagdschlosses zu errichten, das der Familie Radziwiłł als Begräbnisstätte und der ortsansässigen Bevölkerung als Kapelle dienen sollte. Von 1835 bis 1838 beaufsichtigte Haeberlin die Ausführung des gemauerten Mausoleums im neoromanischen Stil und zeichnete 1835 für Schinkel einen Entwurf für den Neubau der Bibliothek, die hinter der Berliner Universität errichtet werden sollte.
1845 trat er in den Hofdienst ein und übernahm in der Potsdamer Schlossbaukommission das Ressort des Hofbauinspektors Ludwig Ferdinand Hesse, der seit 1843 unter anderem für die Instandhaltungsmaßnahmen am Stadtschloss, am Waschhaus mit Nebengebäuden, an der Federviehmästerei, dem Marmorpalais, den Gebäuden im Neuen Garten, den Bauten der Pfaueninsel und am Jagdschloss Stern zuständig war. Als eine der ersten Aufgaben oblag ihm die Bauleitung der gläsernen Gusskuppel des Palmenhauses auf der Pfaueninsel, die Hesse oder Haeberlin im indischen Stil entworfen hatte. Zu seinen weiteren Aufgaben gehörte die Instandhaltung der von Ludwig Persius entworfenen „Förster-Etablissements“ an den Toreingängen zum Wildpark und auf einer kleinen Anhöhe in der Mitte, dem Kellerberg, die den Förstern als Dienstwohnung dienten.
Haeberlin trat aber vor allem durch den Wiederaufbau des Kronguts Bornstedt hervor, das 1846 bis auf einen Teil des Herrenhauses vollständig abbrannte. Nach den Vorgaben Friedrich Wilhelms IV. entwarf er noch im selben Jahr eine Gutsanlage im italienischen Landhausstil, die 1848 fertiggestellt werden konnte. Wenige Jahre später wurde die gegenüber dem Krongut stehende alte Bornstedter Kirche abgerissen und von 1855 bis 1856 nach Entwürfen des Architekten Friedrich August Stüler durch einen Backsteinbau mit vorgelagerter Säulenarkade und einem Campanile ersetzt. Die Bauleitung übernahm Haeberlin, der 1851 zum Hofbauinspektor und 1858 zum Hofbaurat ernannt wurde.
Der italienisierende Baustil übertrug sich auch auf Potsdamer Privathäuser, die zur Verschönerung der Stadt und Umgebung gereichten […], indem die Baulustigen einen Beitrag zu den Baukosten erhielten. Durch diese finanzielle Unterstützung aus dem Immediat-Baufond, der dem königlichen Kabinett unterstellt war, konnte Friedrich Wilhelm IV. Einfluss auf die Architektur und die Gestaltung der Stadt nehmen. In dieser Zeit entstanden viele Hausbauten im italienischen Villenstil, speziell die sogenannten Turmvillen. Zu ihnen gehörte die um 1847 nach Haeberlins Entwurf errichtete Turmvilla für den Kammerlakaien Christian Gottlieb Wendorf im Mühlenbergweg, heute Gregor-Mendel-Straße 4 und die von 1847 bis 1848 auf dem Nachbargrundstück gebaute Turmvilla für den Kammerdiener und Kastellan Mathäus Paul Woytasch, Gregor-Mendel-Straße 3. Zudem übertrug ihm Hesse die Leitung des von 1849 bis 1850 ausgeführten Umbaus am ehemaligen Brückenpächterhaus an der Behlertsbrücke, heute Behlertstraße 32, das der Haushofmeister Arnold Kurs bezog.
Als Ludwig Ferdinand Hesse im März 1862 die Nachfolge des erblindeten Albert Dietrich Schadow in Berlin antrat, übernahmen Ferdinand von Arnim und Johann Heinrich Haeberlin dessen stark angewachsenes Potsdamer Bauressort sowie die Verwaltung des Hofbaudepots.
Johann Heinrich Haeberlin starb 1866 in Potsdam und fand auf dem Bornstedter Friedhof die letzte Ruhe. Zwanzig Jahre nach ihm wurde auch seine Ehefrau Emma Haeberlin, geborene Sintenis (1818–1886) in der Grabstelle beigesetzt. Der 1841 geborene Sohn Franz Haeberlin war später wie sein Vater ebenfalls als Hofbaurat in der Potsdamer Schlossbaukommission tätig.